# Stronger Than Death
Pour plus de détails, voir Fiche technique et Distribution.
Stronger Than Death est un film américain réalisé par Herbert Blaché sur un scénario de Charles Bryant et sorti en 1920.

## Synopsis
Un médecin français s'efforce par tous les moyens de combattre une épidémie de choléra dans la ville de Bjura.

## Fiche technique
- Titre : Stronger Than Death
- Réalisation : Herbert Blaché
- Scénario : Charles Bryant d'après un roman de I.A.R. Wylie
- Assistant réalisateur : Alice Guy
- Production :  Nazimova Productions
- Photographie : Rudolph J. Bergquist
- Pays de production :  États-Unis
- Langue : Anglais
- Format : Noir et blanc — 35 mm — 1,33:1 — Son : Muet
- Genre : Drame
- Durée : 70 minutes (7 bobines)[1]
- Date de sortie : 
  - États-Unis : 11 janvier 1920

## Distribution
- Alla Nazimova : Sigrid Fersen
- Charles Bryant : Major Tristam Boucicault
- Charles K. French : Colonel Boucicault
- Margaret McWade : Mrs. Boucicault
- Herbert Prior : James Barclay
- William Orlamond : Rev. Mr. Meredith
- Milla Davenport : Mrs. Smithers
- Bhowgan Singh : Ayeshi
- Henry Harmon : Vahana